# Donji Vakuf
Donji Vakuf (stariji nazivi Novosel, Donji Novi, Donje Skoplje) je općina u Županiji Središnja Bosna, BiH.

## Zemljopis
Smješten je u srednjoj Bosni, u dolini rijeke Vrbasa, na rubu Skopaljskoga polja. Bugojno je 12 kilometara jugoistočno.

## Stanovništvo

### Popisi 1971. – 1991.
| Stanovništvo općine Donji Vakuf |                  |                  |                  |
| godina popisa                   | 1991.            | 1981.            | 1971.            |
| Muslimani                       | 13.509 (55,03 %) | 11.600 (51,31 %) | 10.528 (51,62 %) |
| Srbi                            | 9533 (38,84 %)   | 8574 (37,92 %)   | 8767 (42,99 %)   |
| Hrvati                          | 682 (2,77 %)     | 635 (2,80 %)     | 924 (4,53 %)     |
| Jugoslaveni                     | 593 (2,41 %)     | 1531 (6,77 %)    | 90 (0,44 %)      |
| ostali i nepoznato              | 227 (0,92 %)     | 266 (1,17 %)     | 84 (0,41 %)      |
| ukupno                          | 24.544           | 22.606           | 20.393           |

#### Donji Vakuf (naseljeno mjesto), nacionalni sastav
| Donji Vakuf        |                |                |                |
| godina popisa      | 1991.          | 1981.          | 1971.          |
| Muslimani          | 5327 (60,73 %) | 4207 (58,23 %) | 3723 (74,28 %) |
| Srbi               | 2616 (29,82 %) | 1854 (25,66 %) | 882 (17,59 %)  |
| Hrvati             | 191 (2,17 %)   | 184 (2,54 %)   | 278 (5,54 %)   |
| Jugoslaveni        | 523 (5,96 %)   | 900 (12,45 %)  | 84 (1,67 %)    |
| ostali i nepoznato | 114 (1,29 %)   | 79 (1,09 %)    | 45 (0,89 %)    |
| ukupno             | 8771           | 7224           | 5012           |

### Popis 2013.
| Stanovništvo općine Donji Vakuf |                  |
| godina popisa                   | 2013.            |
| Bošnjaci                        | 13.376 (95,65 %) |
| Srbi                            | 107 (0,77 %)     |
| Hrvati                          | 58 (0,41 %)      |
| ostali i nepoznato              | 444 (3,17 %)     |
| ukupno                          | 13.985           |

| Donji Vakuf – naseljeno mjesto |                |
| godina popisa                  | 2013.          |
| Bošnjaci                       | 6360 (94,77 %) |
| Srbi                           | 56 (0,83 %)    |
| Hrvati                         | 19 (0,28 %)    |
| ostali i nepoznato             | 276 (4,11 %)   |
| ukupno                         | 6711           |

## Naseljena mjesta
Općinu Donji Vakuf sačinjavaju sljedeća naseljena mjesta:
Babin Potok, 
Babino Selo, 
Barice, 
Blagaj, 
Brda, 
Brdo, 
Brezičani, 
Ćehajići, 
Ćemalovići, 
Daljan, 
Dobro Brdo, 
Doganovci, 
Dolovi, 
Donji Rasavci, 
Donji Vakuf, 
Đulovići, 
Fakići, 
Fonjge, 
Galešići, 
Grabantići, 
Gredina, 
Grič, 
Guvna, 
Hemići, 
Jablan, 
Jemanlići, 
Karići, 
Keže, 
Komar, 
Korenići, 
Košćani, 
Kovačevići, 
Krivače, 
Kutanja, 
Ljuša, 
Makitani, 
Novo Selo, 
Oborci, 
Orahovljani, 
Petkovići, 
Piljužići, 
Pobrđani, 
Ponjavići, 
Potkraj, 
Pribraća, 
Prisika, 
Prusac, 
Rasavci, 
Rastičevo, 
Rudina, 
Ruska Pilana, 
Sandžak, 
Semin, 
Silajdževina, 
Slatina, 
Sokolina, 
Staro Selo, 
Suhodol, 
Sultanovići, 
Šahmani, 
Šatare, 
Šeherdžik, 
Šutkovići, 
Torlakovac, 
Urija, 
Vlađevići, 
Vrbas i 
Vrljaj.
Poslije potpisivanja Daytonskog mirovnog sporazuma, veći dio općine Donji Vakuf ušao je u sastav Federacije BiH.  U sastav Republike Srpske ušlo je naseljeno mjesto Ljuša koje je pripalo općini Šipovo.
Na popisima 1971. i 1981. godine, postojala su i naseljena mjesta: Balići, Balihodžići, Džihanići, Jankovići, Kosa, Rakite, Rašće, Suljići, Topola i Vukovo. Ova naselja su na popisu 1991. godine ukinuta i pripojena drugim naseljenim mjestima.

## Povijest
Područje općine naseljeno još u starom vijeku. U Pruscu 4 km dalje je najviše kulturno-povijesnih spomenika iz rimskog vremena.
U srednjovjekovnoj državi Hrvatskoj ovaj je kraj dio Primorske Hrvatske kneza Trpimira, kraljevine kralja Tomislava, Petra Krešimira i Dmitra Zvonimira, banovine Šubića. U srednjovjekovnoj državi Bosni dio banovine Mateja Ninoslava, dio Donjih kraja, granica župe Luka i Uskoplje, početkom 14. stoljeća u banovini Stjepana II., kralja Tvrtka; početkom 15. stoljeća dio herceštva Hrvatinića.
U Oborcima je bila gotička bazilika. U okolici je 16 nekropola stećaka.
Iz osmanskih vremena je u Torlakovcu turbe Torlak Alije u Torlakovcu. Najviše kulturno-povijesnih spomenika iz osmanskog vremena je u Pruscu. Područje Donjeg Vakufa pripadalo je župi Uskoplju. 
Ne zna se kad je nastalo današnje naselje. Iz putopisa Benedikta Kuripešića iz 1530. izvodi se zaključak da se ovo naselje zvalo Donji Novi. 
Povjesničar Nasuf Fazlagić iznio je tezu da je grad osnovao Ibrahim-beg Malkočević, drugi od sedmorice sinova bosanskog, hercegovačkog i kliškog sandžak-bega Malkoč-bega, koji je ovdje podigao džamiju (čaršijsku Baš džamiju) 1574. godine. Evlija Čelebija u svom putopisu ju također spominje, te se u 16. stoljeću naselje razvilo oko džamije. U Čelebijino doba grad se zvao Novosel; zbog geopolitičke i komunikacijske važnosti koji mu je pridavala Visoka porta, sultan je građane fermanom od 19. studenoga 1590. oslobodio poreza i od tog nadnevka Novosel ima status kasabe. Osmanlije su ovo naselje zvale Fakvi-ziv i poslije Donji Vakuf. U njem je bila 161 kuća. Stanovnici su bili obrtnici, trgovci te carski službenici. Strateški je bilo važno jer je imalo 14 vojnih osoba na službi u gradu: 10 spahija, dvojicu ćehaja, jednog subašu i jednog vojvodu.  Oko 1600. bio je u Kliškom sandžaku Bosanskog pašaluka. U 17. stoljeću premošćen je Vrbas kamenim mostom. Oko 1700. podignuta je sahat-kula. U 17. stoljeću bilo je dijelom župe Uskoplja i nosio je ime Donje Skoplje i Donje Uskoplje. Sve do kraja osmanske vlasti niti jedna kuća nije sagrađena na lijevoj obali Vrbasa u Donjem Vakufu, a nije se razvijalo niti naselje na desnoj obali.
Austro-ugarskim zaposjedanjem BiH našao se u krunskoj zemlji BiH, u Travničkom okrugu, u Bugojanskom kotaru. Austro-ugarsko oslobađanje BiH od osmanske vlasti maknuo je staru kasabu od tek 2000 stanovnika iz višestoljetne učmalosti i zaostalosti te donio zapadnu civilizaciju i napredak. Bogato šumsko okružje Donjeg Vakufa privuklo je ulagače. Prastara stagnantna prometna infrastruktura znatno je proširena. Bečki industrijalci su se zainteresirali, kapital je privučen i sagrađene su ceste i željeznice. Postavljena je uskotračna željeznička pruga Donji Vakuf – Jajce te Donji Vakuf – Bugojno te putni pravci dolinom rijeke Vrbasa. Stigla je i industrijska proizvodnja koja je zaposlila ljude. Godine 1901. podignuta je na rijeci Semešnici prva pilana na vodeni pogon u vlasništvu Huga Feldbauera. Za tu je priliku Donji Vakuf dodatno prometno prosperirao. Premošten je Vrbas (Filbarova ćuprija). Stjepan Strodl je zapisao da je te godine grad imao 2329 stanovnika, nasuprot susjednom Bugojnu s 1771 stanovnikom. U gradu je bila od uprave kotarska ispostava, od unutarnjih poslova žandarmerijska postaja, od vjerskih objekata devet džamija, pravoslavne crkve, od obrazovnih četiri mekteba, narodnu osnovnu školu, pravoslavne osnovne škole, od prometnih željezničku postaju koja je zaposlila željezničare. Gospodarstvo je ojačalo početkom rada gipsare (vlasnik tvrtka Latner), tkaonica ćilima te nešto trgovaca (prodavaonice su držali imućniji) i ugostitelja, 40 obrtnika, ukupno 350 zaposlenih u sekundarnim djelatnostima, a ostali su se bavili poljoprivredom.
U Kraljevini SHS od 1918. do 1922. dio pokrajine Bosne i Hercegovine. Od 1922. do 1929. dijelom Travničke oblasti. Od 1929. do 1941. u Vrbaskoj banovini.
Donji Vakuf bio je dugo bez katoličke crkve i kapele. Inicijatori gradnje bili su bugojanski župnik fra Emil Miličević i banjalučki biskup msgr. fra Josip Garić. Biskup je pri jednom pastoralnom posjetu Donjem Vakufu predložio ondašnjem imućnom poduzetniku iz Donjeg Vakufa Augustu Mursalu gradnju jedne manje crkve. Prihvatili su prijedlog. Zahvaljujući materijalnoj pomoći Augusta Mursala crkva sv. Male Terezije sagrađena je ožujka 1934. godine. Podignuta je na vlastitom zemljištu. Vrhbosanski nadbiskup dr. Ivan Evanđelist Šarić slavio je Svetu misu u Donjem Vakufu 1938. godine i nijedan nadbiskup nije slavio misu u Donjem Vakufu sve do 2014. godine. 
U NDH u Donjem Vakufu bila je kotarska ispostava Velike župe Plive i Rame. Kroz Donji Vakuf išla je od 23. travnja 1941. uspostavljena demarkacijska crta koja je dijelila NDH na talijansku i njemačku zonu utjecaja. Iz Jajca se nastavljala na Donji Vakuf, iz kojega je išla dalje na Travnik. NDH je organizirala prisilna iseljavanja Srba iz NDH. Donji Vakuf potpadao je pod nadležnost vrbaskog divizijskog područja, a ovim se bavio Komesarijat za izbjeglice i preseljenike. Planom je predviđano iseljavanje određenih osoba iz kotara Banja Luka, Sanski Most, Prijedor, Ključ i Kotorišće. Kotarske vlasti Donjeg Vakufa predlagale su što brže iseliti Srbe zbog borbi koje su se vodile u okolini Jajca.
Nakon rata dijelom Titove Jugoslavije u NR BiH, poslije SR BiH. Sve do 1990. nisu rađeni nikakvi veći zahvati na mjesnoj katoličkoj crkvi. Rekonstruirana je i preuređena 1990., pred rat. Kad je postala očita skora srpska agresija na Bosnu i Hercegovinu, Hrvati u svibnju 1992. u Bugojnu su osnovali prvu bojnu HVO-a i uređivali su bojišnice prema srpskom agresoru na Kupresu i Donjem Vakufu. Muslimani su čekali što će se dogoditi, smatrajući u početku da je ovo isključivo ratni sukob Hrvata i Srba. Kad su krenuli srpski napadi i osvajanja, tisuće muslimanskih izbjeglica iz Donjeg Vakufa pobjeglo je u Bugojno i okolicu te izmijenilo tamošnju demografsku i etničku sliku.
Katolička crkva je pretrpjela devastiranja u Domovinskom ratu.
Veći dio rata bila je pod kontrolom Republike Srpske. Preimenovali su ga u Srpski Donji Vakuf, a 1994. godine u Srbobran.
Krajem rata snage Armije BiH ušle su u prazni grad bez borbi, dan poslije hrvatskog oslobađanja Jajca, 14. rujna 1995. godine. Nakon što je ARBiH preuzela nadzor nad ovim područjem eksplozivnom napravom oštećena je unutrašnjost podružne crkve župe Bugojna u Donjem Vakufu.
Oslobađanjem Donjeg Vakufa stvorili su se uvjeti za povrat prognanika i izbjeglica i obnovu. Crkvica sv. Male Terezije obnovljena je nakon rata. Obnovili su ju župljani, a 28. rujna 2014. nadbiskup metropolit vrhbosanski kardinal Vinko Puljić blagoslovio je obnovljenu crkvu i tom je prilikom otkrivena spomen-ploča. Danas je u Donjem Vakufu ostalo samo oko trideset vjernika katolika.

## Gospodarstvo
Rudarstvo i industrija. U okolici se nalaze rudnici gipsa, kvarca i granita. Industrija uglavnom u svezi s drvom i drvnim prerađevinama i građevinskim materijalom. Tu je proizvodnja montažnih kuća, strojeva za drvnu industriju, drvne građe, stolarije te građevinskih materijala (gips). Izvan ovog skupa je proizvodnja deterdženata.
Za vrijeme rata u BiH 1992. – 1995. mnogo gospodarskih i ekonomsko važnih objekata je bilo djelomično uništeno ili opljačkano. Problem grada i općine je visoki stupanj nezaposlenosti, posebno mladih ljudi.
Značajniji gospodarski subjekti su:
- drvna industrija
- tvornica gipsa

## Promet
Donji Vakuf je cestovno raskrižje, kroz grad prolaze dvije magistralne ceste, M5 koja vodi od Donjeg Vakufa preko prijevoja Komara ka Travniku i Lašvi te M16 koja vodi od Jajca preko Donjeg Vakufa i Bugojna ka Livnu i granici s Republikom Hrvatskom. Manje je značajna regionalna cesta R481 Donji Vakuf – Prusac – Bugojno.

## Poznate osobe
- Smiljan Franjo Čekada, nadbiskup
- Hasan Kjafija – Pruščak, književnik
- Roman Petrović, slikar
- Naim Hadžiabdić, reis-ul-ulema IZ SR Jugoslavije
- Fahrija Dautbegović, nogometaš
- Ibrahim Čustić, glumac
- Nakib Abdagić, glumac, pjesnik

## Spomenici i znamenitosti
- Ajvaz dedino i Kjafino turbe
- Kasnoantička bazilika u Oborcima
- Stećci u Starom selu – Torlakovac
- Turbe Miralem paše u D. Vakufu
- Sahat Kula
- Lovište Semešnica

## Obrazovanje
U gradu se nalaze mješovita srednja škola, te u gradu i okolini četiri osnovne škole:
- "Prva osnovna škola" – Donji Vakuf
- "Druga osnovna škola" – Prusac
- "Treća osnovna škola" – Oborci
- "Četvrta osnovna škola" – Torlakovac

## Kultura
U Donjem Vakufu (i susjednom Pruscu) se godišnje održava muslimanska vjerska manifestacija "Ajvatovica".

## Šport
- FK Radnik
- OK As Donji Vakuf
- KK Promo Donji Vakuf
- Karate klub Donji Vakuf
- Karate klub Radnik Donji Vakuf
- Tavla klub Vatrogasac
- RK Donji Vakuf

## Vanjske poveznice
- Službene stranice općine Donji Vakuf